# Aerobe dissimilatie
Aerobe dissimilatie is de verbranding van kleine, biologische organische verbindingen (kleine biomoleculen), de dissimilatie van stoffen onder toetreding van zuurstof.
Vaak wordt er bij de aerobe dissimilatie glucose verbrand. Glucose is in de meeste soorten organismen de belangrijkste bron van chemische energie. Bij de aerobe dissimilatie van glucose worden (organische) glucosemoleculen volledig afgebroken, waarbij (anorganische) koolstofdioxide- en watermoleculen worden gevormd. 

## Functie
Levensprocessen, zoals voortbeweging of ademhaling, kosten energie. Door de dissimilatie van brandstoffen komt chemische energie vrij. In cellen is glucose de belangrijkste brandstof.

## Voorwaarden
Om de vrijkomende energie van de aerobe dissimilatie te kunnen gebruiken voor de synthese van ATP moet de dissimilatie aan een aantal voorwaarden voldoen.
De dissimilatie van glucose moet geleidelijk gebeuren, zodat de energie in kleine hoeveelheden vrij komt. De glucose wordt dus indirect verbrand. Als je de glucose direct verbrandt, komt er heel veel energie tegelijk vrij. Deze energie komt bovendien vrij als warmte, en gaat daardoor verloren voor gebruik voor de synthese van ATP, en is dus niet nuttig voor het lichaam. Bovendien kunnen cellen beschadigd raken door de vrijkomende warmte.
Door de dissimilatie komen energierijke elektronen vrij. De elektronen worden overgedragen op elektronenacceptoren, die voorkomen dat de elektronen meteen verder reageren met zuurstof, waardoor hun energie verloren zou gaan. De elektronen vallen bij de oxidatieve fosforylering, die begint bij de acceptormoleculen, beetje bij beetje terug in banen die steeds dichter bij de atoomkern liggen. Bij iedere val naar een baan die dichter bij de atoomkern ligt, komt een beetje energie vrij. Pas als de elektronen al hun energie af hebben gestaan reageren ze met zuurstof, waarbij water wordt gevormd. De energie die de elektronen afstaan, wordt gebruikt voor de opbouw van ATP-moleculen uit ADP en Pi.

## Stappen
De dissimilatie van glucose vindt in een aantal stappen plaats. Deze stappen zijn onder te verdelen in vier processen. Deze processen spelen zich af binnen de cellen van organismen.
- In het "grondplasma" of cytosol, het waterige deel van het cytoplasma, buiten de organellen:
  - Als eerste vindt de glycolyse plaats. Hierbij wordt een glucosemolecuul anaeroob (zonder zuurstof) in twee delen gesplitst. Die twee delen zijn elk een molecuul pyrodruivenzuur (C3H4O3).
- In de mitochondriën:
  - Hierop volgt de decarboxylering, ook anaeroob. Hierbij wordt van pyrodruivenzuur één koolstofatoom afgesplitst samen met twee zuurstofatomen. Dit proces vindt plaats in de mitochondriële matrix
  - Daarna vindt de citroenzuurcyclus of krebscyclus plaats. Hierbij worden de pyrodruivenzuurmoleculen verder afgebroken tot CO2-moleculen.
  - Als laatste vindt de oxidatieve fosforylering plaats. Hierbij staan energierijke elektronen hun energie geleidelijk af voor de synthese van adenosinetrifosfaat ATP. Dit vindt plaats op de instulpingen van hun binnenmembraan van de mitochondriën.

## Reacties
Naast de biologische benadering van aerobe dissimilatie van glucose, kan dat ook vanuit scheikundig oogpunt. Aerobe dissimilatie van glucose verloopt dan in een reeks van scheikundige deelreacties:
Dus glucose + 6 watermoleculen + 6 zuurstofmoleculen geeft 6 koolstofdioxidemoleculen + 12 watermoleculen + 38 eenheden energie.
* De 2 tijdens de glycolyse gevormde NADH-moleculen moeten van het cytosol naar de mitochondriën vervoerd worden. Dit kost 2 ATP en er blijft netto dus 36 ATP over.

## Energie
De glycolyse kost 2 ATP, maar levert 4 ATP op. Netto komt dit dus uit op een totaal van 2 ATP. Daarnaast levert het ook nog eens 2 NADH op, die in de oxidatieve fosforylering ook nog eens 6 ATP opleveren. Deze 2 NADH levert maar 4 ATP op, omdat het transport naar de mitochondriën energie kost.
De oxidatieve carboxilatie van acetyl Co-enzym A levert 2 NADH op, die in de oxidatieve fosforylering 6 ATP opleveren.
De citroenzuurcyclus levert 2 ATP op, 6 NADH die in de oxidatieve fosforylering 18 ATP opleveren en 2 FADH2 die in de oxidatieve fosforylering 4 ATP opleveren.
Hieruit volgt dat de complete aerobe dissimilatie 38 ATP oplevert, in theorie tenminste. In de praktijk levert het bijna altijd minder op, omdat onder meer het vervoer van de moleculen ook energie kost.